# Andreas Wels
Andreas Wels, né le 1er janvier 1975 à Schönebeck, est un plongeur allemand.

## Biographie
Aux Jeux olympiques d'été de 2004 à Athènes, Andreas Wels remporte la médaille d'argent dans l'épreuve du plongeon synchronisé à 3 mètres avec Tobias Schellenberg.